# Maria Mutola
Maria de Lurdes Mutola (Maputo, 27 oktober 1972) is een voormalige, zeer succesvolle atlete uit Mozambique, die gespecialiseerd was in de 800 m. Sinds 1993 won ze tienmaal de wereldtitel (zevenmaal indoor en driemaal outdoor). Tussen 1999 en 2004 was ze op grote internationale wedstrijden ongeslagen. In totaal nam ze zesmaal deel aan de Olympische Spelen, waarbij ze eenmaal goud en eenmaal brons won. Ook bezit ze sinds 2002 het wereldindoorrecord op de 1000 m.

## Biografie

### Jeugd
Mutola werd geboren in een arm dorpje, Chamanculo, in de buitenwijken van Maputo. Haar vader João Mutola werkte bij de spoorwegen en haar moeder Catarina Mutola werkte als marktkoopvrouw. Ze was de jongste van het gezin en had nog zes broers. Als jong meisje blonk ze uit in voetbal. "Op de school die ik als meisje bezocht was het meisjesteam afgeschaft. Ik voetbalde graag met jongens, we hadden een team in onze buurt waarmee we in de weekeinden vriendschappelijke wedstrijden speelden tegen andere buurten. Ik had het voordeel dat ik links ben. Er zijn niet zoveel linker spitsen, dus ze wilden me graag hebben". Op veertienjarige leeftijd werd haar atletiektalent ontdekt door de Mozambikaanse schrijver en dichter Jose Craveirinha. "Hij zei dat als ik hard zou trainen en geluk had, ik misschien mijn land mocht vertegenwoordigen bij wedstrijden in het buitenland". Hij wist haar over te halen door een videofilm te laten zien van Carl Lewis. "Toen ik zag hoe populair atletiek was, was ik overtuigd", aldus Mutola.
Zijn zoon Stellio, voormalig nationaal recordhouder verspringen, was Mutola's eerste trainer. Door de intensieve trainingen dacht Mutola in eerste instantie dat het hardlopen niets voor haar was, maar besloot hiermee toch door te gaan toen duidelijk werd, dat ze enorm veel potentie bezat. Na een bezoek aan Portugal werd een plan gemaakt om bij de Portugese atletiekvereniging S.L. Benfica te trainen. Dit plan ging echter op het allerlaatst niet door, doordat de regering van Mozambique haar geen toestemming verleende.

### Eerste succes
Haar eerste medaille op een groot kampioenschap won Maria Mutola in 1988 door op de 800 m zilver te winnen op de Afrikaanse kampioenschappen. Twee jaar later veroverde ze op deze afstand tijdens de Afrikaanse kampioenschappen in Caïro een gouden medaille. Op vijftienjarige leeftijd nam ze deel aan de Olympische Spelen van 1988 in Seoel. Hierbij werd ze negende op de 1500 m in een PR-tijd van 4.02,60. In de jaren hierna kon ze haar PR niet verbeteren, maar veroverde ze desondanks bij de Afrikaanse kampioenschappen ook op deze afstand goud.
Binnen haar eigen land had Mutola weinig tegenstand te duchten. Er ontstonden plannen om haar een studiebeurs te geven, zodat zij in het buitenland kon trainen. Het duurde echter tot 1991, voordat ze dankzij het IOC-Solidariteitsprogramma in het Amerikaanse Oregon aan de Springfield High School mocht studeren en trainen. Ze kreeg er een plaats, nadat enkele andere highschools haar aanvankelijk hadden afgewezen. "Nadat ze het eerste cross country-kampioenschap voor highschools won, hadden die andere scholen natuurlijk spijt', aldus Jeffrey Hunt, die samen met zijn echtgenote Margo ("Dat is eigenlijk haar trainster") de begeleiding van Mutola op zich nam.

### Succesvol WK-debuut
Mutola baarde opzien in 1991 door zich op de wereldkampioenschappen in Tokio gelijk te kwalificeren voor de finale en een vierde plaats af te dwingen. Haar tijd van 1.57,63 was goed voor een wereldjeugdrecord. Ze had medaillekansen, maar verloor deze nadat ze sterk werd gehinderd door over elkaar vallende atleten. Haar protest werd niet gehonoreerd. Eén, twee en drie werden respectievelijk Lilja Noeroetdinova (RUS), Ana Fidelia Quirot (CUB) en Ella Kovacs (ROM).

### Mozambiques hoop op goud
Op de Olympische Spelen van 1992 in Barcelona was ze Mozambiques hoop op olympisch goud. Mutola begon sterk aan haar 800 m, zakte in en werd uiteindelijk vijfde en onverwachts verslagen door de Nederlandse Ellen van Langen, die ze het hele seizoen achter zich had weten te houden. Op de 1500 m werd ze op deze Spelen negende. Bij de wereldbekerwedstrijden won ze een gouden medaille op de 800 m. Met deze overwinning was zij dat jaar de enige atlete die Ellen van Langen op een grote internationale wedstrijd versloeg.
In 1993 won Maria Mutola voor de eerste maal een gouden medaille op de WK indoor in Toronto. In de jaren erna domineerde ze de atletiekwedstrijden; er zouden nog zeven wereldtitels volgen. In het buitenland won ze driemaal goud, eenmaal zilver en eenmaal brons. Van haar vijf olympische optredens was het goud op de Olympische Spelen van 2000 in Sydney het hoogtepunt van haar carrière. In 1996 won ze op de Spelen een bronzen medaille en in 2004 viste ze met een vierde plaats net achter de medailles in een wedstrijd, die werd gewonnen door de sterke Britse Kelly Holmes.
In 2006 was ze een van de zes vlaggendragers op de Olympische Winterspelen.

### Einde sportcarrière
De laatste jaren van haar atletiekloopbaan kende Mutola veel blessureleed. Op de WK van 2007 in Osaka sneuvelde ze met een tijd van 1.56,98 in de halve finale. Ze moest op een brancard de atletiekbaan verlaten en werd in de winter erop geopereerd. Bij de wereldindoorkampioenschappen in het Spaanse Valencia slaagde ze er niet in om voor de achtste maal de wereldtitel op haar naam te zetten. De 35-jarige Maria Mutola werd op de 800 m in 2.02,97 derde achter de Australische Tamsyn Lewis (goud) en Oekraïense Tetjana Petljoek (zilver).
Op de Olympische Spelen van 2008 in Peking ging ze vervolgens, net als iedereen, ten onder in het geweld dat de Keniaanse Pamela Jelimo ontketende, die met een tijd van 1.54,87 de concurrentie ver achter zich hield. Mutola kwam, ondanks een beste seizoensprestatie van 1.57,68, niet verder dan een vijfde plaats. Verwacht werd, dat zij hierna een punt zou zetten achter haar atletiekcarrière. Zelf zij ze hierover: "2008 is een goed jaar om een stapje terug te zetten. Ik heb 17 jaar aan de wereldtop gestaan, dat is lang. Na Peking kan ik uitkijken naar een nieuwe uitdaging."
Op 29 augustus 2008 voegde Maria Mutola de daad bij het woord: op de Weltklasse Meeting in Zürich beëindigde zij haar internationale carrière.

## Titels
- Olympisch kampioene 800 m - 2000
- Wereldkampioene 800 m - 1993, 2001, 2003
- Wereldindoorkampioene 800 m - 1993, 1995, 1997, 2001, 2003, 2004, 2006
- Afrikaans kampioene 800 m - 1990, 1993, 1998, 2002
- Afrikaans kampioene 1500 m - 1990
- Zuid-Afrikaans regionenkampioene 400 m - 1988
- Zuid-Afrikaans regionenkampioene 800 m - 1988
- Zuid-Afrikaans regionenkampioene 1500 m - 1989
- Oost- en Centraal-Afrikaans kampioene 1500 m - 1990

## Persoonlijke records
Outdoor
| Onderdeel   | Prestatie    | Datum            | Plaats      |
| ----------- | ------------ | ---------------- | ----------- |
| 200 m       | 23,86 s      | 20 juli 1994     | Langenthal  |
| 400 m       | 51,37 s      | 2 augustus 1994  | Monaco      |
| 600 m       | 1.22,87      | 27 augustus 2002 | Luik        |
| 800 m       | 1.55,19      | 17 augustus 1994 | Zürich      |
| 1000 m      | 2.29,34 (AR) | 25 augustus 1995 | Brussel     |
| 1500 m      | 4.01,50      | 12 juli 2002     | Rome        |
| 1 Eng. mijl | 4.36,09      | 21 juni 1991     | Eugene      |
| 2000 m      | 6.03,84      | 1 januari 1992   |             |
| 3000 m      | 9.27,37      | 8 juni 1991      | Springfield |
| 5000 m      | 18.15,1      | 18 juli 1990     |             |

Indoor
| Onderdeel | Prestatie    | Datum            | Plaats    |
| --------- | ------------ | ---------------- | --------- |
| 800 m     | 1.57,06      | 21 februari 1999 | Liévin    |
| 1000 m    | 2.30,94 (WR) | 25 februari 1999 | Stockholm |
| 1500 m    | 4.17,93      | 1 februari 1992  | Portland  |

## Prestatieontwikkeling
| Jaar | 800 m (minuten) | 1000 m (minuten) | 1500 m (minuten) |
| ---- | --------------- | ---------------- | ---------------- |
| 1988 | 2.04,36         | -                | -                |
| 1989 | 2.05,7          | -                | -                |
| 1990 | 2.13,54         | -                | -                |
| 1991 | 1.57,63         | -                | 4.12,72          |
| 1992 | 1.57,49         | -                | 4.02,60          |
| 1993 | 1.55,43         | -                | 4.04,97          |
| 1994 | 1.55,19         | -                | -                |
| 1995 | 1.55,72         | 2.29,34          | -                |
| 1996 | 1.57,07         | 2.29,66          | 4.01,63          |
| 1997 | 1.55,29         | -                | -                |
| 1998 | 1.56,11         | 2.31,55          | -                |
| 1999 | 1.56,04         | 2.32,22          | -                |
| 2000 | 1.56,15         | -                | 4.02,39          |
| 2001 | 1.56,85         | 2.33,53          | -                |
| 2002 | 1.56,16         | 2.30,12          | 4.01,50          |
| 2003 | 1.55,55         | -                | -                |
| 2004 | 1.56,51         | -                | 4.07,57          |
| 2005 | 1.58,96         | -                | -                |

## Palmares

### 800 m
Kampioenschappen
- 1988:  Afrikaanse kamp. - 2.06,55
- 1990:  Afrikaanse kamp. - 2.13,54
- 1991:  Afrikaanse Spelen - 2.04,02
- 1991: 4e WK - 1.57,63
- 1992: 5e OS - 1.57,49
- 1992:  Wereldbeker - 2.00,47
- 1993:  WK indoor - 1.57,55
- 1993:  Afrikaanse kamp. - 1.56,36
- 1993:  Grand Prix Finale - 1.57,35
- 1993:  WK - 1.55,43
- 1994:  Goodwill Games - 1.57,63
- 1994:  Wereldbeker - 1.58,27
- 1995:  WK indoor - 1.57,62
- 1995:  Afrikaanse Spelen - 1.56,99
- 1995:  Grand Prix Finale - 1.55,72
- 1996:  OS - 1.58,71
- 1997:  WK indoor - 1.58,96
- 1997:  Grand Prix Finale - 1.56,93
- 1997:  WK - 1.57,59
- 1998:  Afrikaanse kamp. - 1.57,95
- 1998:  Gemenebestspelen - 1.57,60
- 1998:  Goodwill Games - 1.58,83
- 1998:  Wereldbeker - 1.59,88
- 1999:  WK indoor - 1.57,17
- 1999:  Afrikaanse Spelen - 1.59,73
- 1999:  WK - 1.56,72
- 1999:  Grand Prix Finale - 1.59,10
- 2000:  OS - 1.56,15
- 2001:  WK indoor - 1.59,74
- 2001:  Goodwill Games - 1.58,76
- 2001:  Grand Prix Finale - 1.59,78
- 2001:  WK - 1.57,17
- 2002:  Afrikaanse kamp. - 2.03,11
- 2002:  Gemenebestspelen - 1.57,35
- 2002:  Wereldbeker - 1.58,60
- 2003:  WK indoor - 1.58,94
- 2003:  WK - 1.59,89
- 2003:  Wereldatletiekfinale - 1.59,59
- 2004:  WK indoor - 1.58,50
- 2004: 4e OS - 1.56,51
- 2005: 4e WK - 1.59,71
- 2006:  WK indoor - 1.58,90
- 2006:  Gemenebestspelen - 1.58,77
- 2008:  WK indoor - 2.02,97
- 2008: 5e OS - 1.57,68

Golden League-overwinningen
- 1998: Weltklasse Zürich – 1.56,11
- 1999: Meeting Gaz de France – 1.58,25
- 1999: Herculis – 1.56,99
- 1999: Weltklasse Zürich – 1.56,04
- 1999: ISTAF – 1.57,56
- 2000: Weltklasse Zürich – 1.56,90
- 2000: Memorial Van Damme – 1.58,06
- 2001: Herculis – 1.57,11
- 2001: Weltklasse Zürich – 1.56,85
- 2001: ISTAF – 1.59,19
- 2002: Weltklasse Zürich – 1.57,24
- 2003: Bislett Games – 2.00,62
- 2003: Meeting Gaz de France – 1.57,58
- 2003: Golden Gala – 1.57,21
- 2003: Weltklasse Zürich – 1.59,93
- 2003: Memorial Van Damme – 1.57,78
- 2003: ISTAF – 1.59,01
- 2004: Weltklasse Zürich – 1.57,47

### 1500 m
Kampioenschappen
- 1988: 9e OS - 4.02,60
- 1990:  Afrikaanse kamp. - 4.25,27

Golden League-podiumplek
- 2002:  Golden Gala – 4.01,50

1928: Lina Radke ·
1960: Ljoedmila Sjevtsova ·
1964: Ann Packer ·
1968: Madeline Manning ·
1972: Hildegard Falck ·
1976: Tatjana Kazankina ·
1980: Nadezjda Olizarenko ·
1984: Doina Melinte ·
1988: Sigrun Wodars ·
1992: Ellen van Langen ·
1996: Svetlana Masterkova ·
2000: Maria Mutola ·
2004: Kelly Holmes ·
2008: Pamela Jelimo ·
2012: Caster Semenya ·
2016: Caster Semenya ·
2020: Athing Mu ·
2024: Keely Hodgkinson
1983 Jarmila Kratochvílová ·
1987 Sigrun Wodars ·
1991 Lilia Noeroetdinova ·
1993 Maria Mutola ·
1995 Ana Fidelia Quirot ·
1997 Ana Fidelia Quirot ·
1999 Ludmila Formanová ·
2001 Maria Mutola ·
2003 Maria Mutola ·
2005 Zulia Calatayud ·
2007 Janeth Jepkosgei ·
2009 Caster Semenya ·
2011 Caster Semenya ·
2013 Eunice Jepkoech Sum ·
2015 Marina Arzamasova ·
2017 Caster Semenya ·
2019 Halimah Nakaayi ·
2022 Athing Mu ·
2023 Mary Moraa
- Gemeinsame Normdatei: 1271406594
- World Athletics: 14291362
- International Standard Name Identifier: 0000 0000 7132 6164
- Library of Congress Control Number: no2009150850
- Virtual International Authority File: 100818602
- WorldCat: E39PBJfX3gvd3GtQ7q3hW47fv3